# Vasile Maftei
Vasile Maftei (* 1. Januar 1981 in Fălticeni) ist ein rumänischer ehemaliger Fußballspieler auf der Position eines Innenverteidigers.

## Karriere

### Verein
Maftei begann seine Karriere bei Tractorul Brașov, 2001 wechselte er dann zum Erstligisten Rapid Bukarest. In seiner ersten Saison wurde der Verein Dritter sowie Pokalsieger und Maftei gab sein Debüt auf internationaler Ebene (UEFA-Pokal). Im darauffolgenden Jahr wurde der erste Meistertitel seiner Karriere geholt, welcher in der Saison 2003/04 mit dem dritten Platz nicht wiederholt werden konnte. Die Saisons 2005/06 und 2006/07 waren von Erfolgen geprägt; neben dem Vizemeistertitel 2006 und dem vierten Platz 2007 konnte in beiden Jahren der Pokal geholt werden.
Nachdem Rapid Bukarest 2007/08 abermals Dritter wurde, wurde das Team in Mafteis letzter Saison 2008/09 nur Achter, was Rapid zum ersten Mal, seit der Innenverteidiger dort aktiv war, nicht international spielen ließ. Daraufhin wechselte er Anfang der Saison 2009/10 zum damaligen aktuellen rumänischen Meister Unirea Urziceni. Mit diesem Verein konnte er sich erstmals für die UEFA Champions League qualifizieren und trat in der Gruppenphase gegen Vereine wie FC Sevilla, Glasgow Rangers oder VfB Stuttgart an.
Im Januar 2011 verließ Maftei Urziceni und wechselte zum Ligakonkurrenten CFR Cluj, konnte sich dort aber zunächst nicht durchsetzen. Erst in der Rückrunde 2011/12 wurde er zum Stammspieler und gewann am Saisonende seine zweite Meisterschaft. Im Sommer 2014 wechselte er zu CS Concordia Chiajna. Im Sommer 2015 schloss er sich Aufsteiger FC Voluntari an, mit dem er sich am Ende der Spielzeit 2015/16 in der Relegation den Klassenverbleib sichern konnte.

### Nationalmannschaft
Sein Debüt für die rumänische Nationalmannschaft gab Maftei am 24. Mai 2005 im Freundschaftsspiel gegen die Moldau. Er wurde in der Halbzeit eingewechselt, das Spiel endete 2:1. Es folgten elf weitere Spiele sowie ein Tor.

## Erfolge
- Rumänischer Meister: 2003, 2012
- Rumänischer Pokalsieger: 2002, 2006, 2007, 2017
- Rumänischer Supercupsieger: 2002, 2003, 2007, 2017